# 6538 Муравйов
6538 Муравйов (6538 Muraviov) — астероїд головного поясу, відкритий 25 вересня 1981 року.
Тіссеранів параметр щодо Юпітера — 3,296.